# CeCILL
CeCILL (от «CEA CNRS INRIA Logiciel Libre») — это лицензия на свободное программное обеспечение, адаптированная к интернациональному законодательству и законодательству Франции, подобная GNU General Public License и сохраняющая совместимость с ним.
Эта лицензия была разработана объединёнными усилиями нескольких французских организаций: Commissariat à l'Énergie Atomique (Комиссия по атомной энергетике), Centre national de la recherche scientifique (Национальный центр научных исследований) и Institut national de recherche en informatique et en automatique (Национальный институт информатики и автоматизации), и анонсирована 5 июля 2004 в отчётах CEA, CNRS и INRIA.
Впоследствии данная лицензия получила поддержку основных французских групп пользователей Linux и Министра по вопросам государственной службы, и, в настоящее время, проходит экспертизу для принятия на европейском уровне.

## CeCILL version 2
Вторая версия лицензии CeCILL была разработана после обсуждения франкоговорящими организациями: Linux and Free Software Users' Association (Ассоциация пользователей Linux и свободного программного обеспечения), Association pour la Promotion et la Recherche en Informatique Libre и Free Software Foundation (Фонд свободного программного обеспечения), и опубликована 21 мая, 2005. Изменения, сделанные в новой версии, касались, в основном, используемых терминов, но почти не затронули основных принципов лицензии.
Основным отличием CeCILL version 2 стало требование включать в текст лицензии оригинальный текст на английском языке, а не только в переводе (как это было в первой версии CeCILL), в дополнение к переводу на французский, что делает лицензию CeCILL более лёгкой в интернациональном использовании, так как стоимость аутентичного перевода при любом интернациональном судебном разбирательстве будет ниже при наличии второго оригинального текста, если суду потребуется аутентичный перевод на официальный национальный язык для принятия окончательного решения.
Вторым важным изменением стало явное определение ссылки на GPL v2, с использованием точного наименования Free Software Foundation, что позволяет избежать всех возможных разночтений терминов GPL v2.

## Другие лицензии CeCILL
Кроме основной лицензии, в рамках проекта CeCILL было разработано ещё два вида лицензий:
- CeCILL-B — аналог лицензии BSD (BSD, X11, MIT). Имеет строгие требования по структурной наполненности (структура не ограничивается простым указанием копирайта). Данные требования в большинстве случаев не поддерживаются в GPL, которая относит их к «рекламным», и, вследствие этого, лицензия CeCILL-B может быть несовместима с оригинальной лицензией CeCILL.

- CeCILL-C — аналог LGPL, применяется для «компонентного» программного обеспечения. При распространении приложения, которое включает в себя компоненты под лицензией CeCILL-C, необходимо упомянуть этот факт и при внесении изменений в компоненты — их исходный код должен быть доступен под CeCILL-C, при этом можно свободно выбрать лицензию для своего приложения.[2]

## Применимость лицензий
Несмотря на то что все три лицензии CeCILL были созданы и использовались в первую очередь для стратегических исследовательских систем Франции: в области защиты, систем освоения космического пространства, исследований в области медицины, метеорологии/климатологии, и различных областях фундаментальной или прикладной физики, они так же пригодны для использования любой коммерческой или некоммерческой организацией, а также частными лицами (в том числе и других государств). Это может быть необходимо для лицензирования того программного обеспечения, которое было разработано с использованием программных компонентов, первоначально опубликованных с открытой или свободной лицензией, но при этом должно само лицензироваться с коммерческим статусом.
Без данных лицензий подобное программное обеспечение возможно не было бы создано и теперь бы не использовалось.